# Marliano
Marliano è una frazione del comune di Lastra a Signa, in provincia di Firenze.

## Storia
Fondato intorno al XV secolo, vi sono state costruite villa le Sorti e villa Marliano. Negli anni sessanta è stato costruito il tratto Empoli-Ginestra Fiorentina della strada di grande comunicazione Firenze-Pisa-Livorno.

## Monumenti e luoghi d'interesse

### Architetture religiose
- Chiesa dei Santi Maria e Lorenzo

### Architetture civili
- Villa le Sorti
- Villa Marliano

## Infrastrutture e trasporti
Nella frazione passa la strada di grande comunicazione Firenze-Pisa-Livorno e il ponte che la supera la unisce a Inno (Lastra a Signa).